# Mataroa (rivière)
Pour les articles homonymes, voir Mataroa.
La rivière Mataroa  (anglais : Mataroa River) est un cours d’eau de la région du Northland dans l’Ile du Nord de la Nouvelle-Zélande. C’est un affluent de la rivière Whakapara, qui passe tout près du village de “Opuawhanga”.